# Jan Paul van Hecke
Jan Paul van Hecke (* 8. června 2000) je nizozemský profesionální fotbalista, který hraje na pozici středního obránce za anglický klub Brighton & Hove Albion FC a nizozemský národní tým.

## Klubová kariéra

### Počátky kariéry
Van Hecke se narodil v Arnemuidenu, je mládežnickým produktem VV Goes a v roce 2018 podepsal smlouvu s NAC Breda. V profesionálním fotbale debutoval za Bredu dne 16. srpna 2019 při vítězství 5:1 v Eerste Divisie nad Helmond Sport.

### Brighton & Hove Albion
Dne 10. září 2020 přestoupil van Hecke do klubu Brighton & Hove Albion v Premier League, kde podepsal tříletou smlouvu.

#### Hostování
Dne 18. září 2020 se vrátil do Nizozemska na roční hostování do klubu SC Heerenveen. Svůj debut za Heerenveen si odbyl dne 19. září 2020 při vítězství 3:1 na hřišti Fortuny Sittard.
Dne 29. srpna 2021 odešel na hostování do Blackburn Rovers v EFL Championship na sezónu 2021/22. Svůj debut si odbyl 16. října, kdy odehrál celý zápas při remíze 2:2 s Coventry City na domácím hřišti. Ve svém pátém zápase, 3. listopadu, byl vyloučen za riskantní zákrok na Harryho Wilsona, v době, kdy Rovers prohrávali už 2:0 při nakonec drtivé prohře 0:7 s Fulhamem na domácím hřišti. Van Hecke vstřelil svůj první gól za Blackburn a v anglickém fotbale 11. prosince, tvrdou hlavičkou v zápase venku, který skončil výhrou 2:0 nad AFC Bournemouth, čímž snížil náskok na čtyři body za rivaly v boji o postup. Byl vyhlášen hráčem sezóny klubu za sezónu 2021/22 a stal se prvním hráčem na hostování, který této pocty dosáhl.

#### Návrat do Brightonu
Van Hecke debutoval za Brighton 24. srpna 2022, když pomohl udržet čisté konto při vítězství 3:0 na hřišti Forest Green Rovers ze EFL League One ve druhém kole EFL Cupu. O tři dny později debutoval v Premier League, když v 88. minutě vystřídal Dannyho Welbecka a pomohl zajistit Brightonu vedení 1:0 nad Leeds United a získat všechny tři body na Falmer Stadium. Při absenci Leviho Colwilla byl Van Hecke vybrán před Adamem Websterem, když 21. ledna 2023 odehrál své první celé ligové utkání, a to při remíze 2:2 na hřišti Leicester City. Dne 24. května si zahrál při domácí remíze 1:1 proti pozdějším mistrům z Manchesteru City, kdy se mu podařilo udržet Erlinga Haalanda a Brighton si tím zajistil místo v Evropské lize UEFA 2023/24.
Dne 13. července 2023 podepsal van Hecke se Seagulls novou smlouvu; délka smlouvy nebyla uvedena.
V sezóně 2023/24 se van Hecke začal prosazovat jako pravidelný člen základní jedenáctky, zakončil sezonu s 28 zápasy v Premier League a pěti čistými konty. Za svou formu byl odměněn novou smlouvou do roku 2027, přičemž hlavní trenér Roberto De Zerbi chválil van Heckeho za jeho výkony a řekl, že se "neuvěřitelně zlepšuje".

## Reprezentační kariéra
Van Hecke byl poprvé povolán do reprezentace Nizozemska do 21 let v březnu 2022, ale v kvalifikačním zápase na Mistrovství Evropy ve fotbale do 21 let 2023 proti Bulharsku U21 zůstal nevyužitým náhradníkem při výsledku 0:0. Svoji premiéru v reprezentaci U21 si odbyl 3. června, ve venkovním zápase, ve kterém Nizozemsko porazilo Moldavsko U21 3:0 v dalším kvalifikačním zápase.
Dne 16. srpna 2024 byl van Hecke zařazen do 35členného provizorního kádru Nizozemska pro utkání Ligy národů UEFA proti Bosně a Hercegovině a Německu spolu se svými spoluhráči z Brightonu Bartem Verbruggenem a Matsem Wiefferem. Původně byl vyřazen z finálního kádru, ale 1. září obdržel svou první seniorskou pozvánku po odstoupení Mickyho van de Vena kvůli zranění. Debutoval 10. září 2024 proti Německu v Johan Cruyff Areně. Vystřídal Matthijse de Ligta v poločase utkání, které skončilo remízou 2:2.

## Osobní život
Van Hecke je synovcem bývalého nizozemského fotbalisty Jana Poortvlieta.

## Statistiky

### Klubové
Platí k zápasu hranému 25. května 2025.
| Klub                         | Sezóna            | Liga              | Liga   | Liga | Národní pohár | Národní pohár | Ligový pohár | Ligový pohár | Kontinentální | Kontinentální | Celkově | Celkově |
| Klub                         | Sezóna            | Soutěž            | Zápasy | Góly | Zápasy        | Góly          | Zápasy       | Góly         | Zápasy        | Góly          | Zápasy  | Góly    |
| ---------------------------- | ----------------- | ----------------- | ------ | ---- | ------------- | ------------- | ------------ | ------------ | ------------- | ------------- | ------- | ------- |
| NAC Breda                    | 2019/20           | Eerste Divisie    | 11     | 3    | 5             | 1             | —            | —            | —             | —             | 16      | 4       |
| Brighton & Hove Albion       | 2022/23           | Premier League    | 8      | 0    | 4             | 0             | 1            | 0            | —             | —             | 13      | 0       |
| Brighton & Hove Albion       | 2023/24           | Premier League    | 28     | 0    | 3             | 0             | 1            | 0            | 7             | 0             | 39      | 0       |
| Brighton & Hove Albion       | 2024/25           | Premier League    | 34     | 1    | 4             | 0             | 1            | 0            | —             | —             | 39      | 1       |
| Brighton & Hove Albion       | Celkově           | Celkově           | 70     | 1    | 11            | 0             | 3            | 0            | 7             | 0             | 91      | 1       |
| SC Heerenveen (hostování)    | 2020/21           | Eredivisie        | 28     | 1    | 1             | 0             | —            | —            | —             | —             | 29      | 1       |
| Blackburn Rovers (hostování) | 2021/22           | EFL Championship  | 31     | 1    | 1             | 0             | —            | —            | —             | —             | 32      | 1       |
| Celkově v kariéře            | Celkově v kariéře | Celkově v kariéře | 140    | 6    | 18            | 1             | 3            | 0            | 7             | 0             | 168     | 7       |

### Reprezentační
Platí k zápasu hranému 7. června 2025.
| Národní tým | Rok     | Zápasy | Góly |
| ----------- | ------- | ------ | ---- |
| Nizozemsko  | 2024    | 2      | 0    |
| Nizozemsko  | 2025    | 3      | 0    |
| Celkově     | Celkově | 5      | 0    |

## Úspěchy
Individuální
- Hráč sezóny Blackburn Rovers: 2021/22
- Hráč roku Brighton & Hove Albion: 2024/25